# Oskar Werner

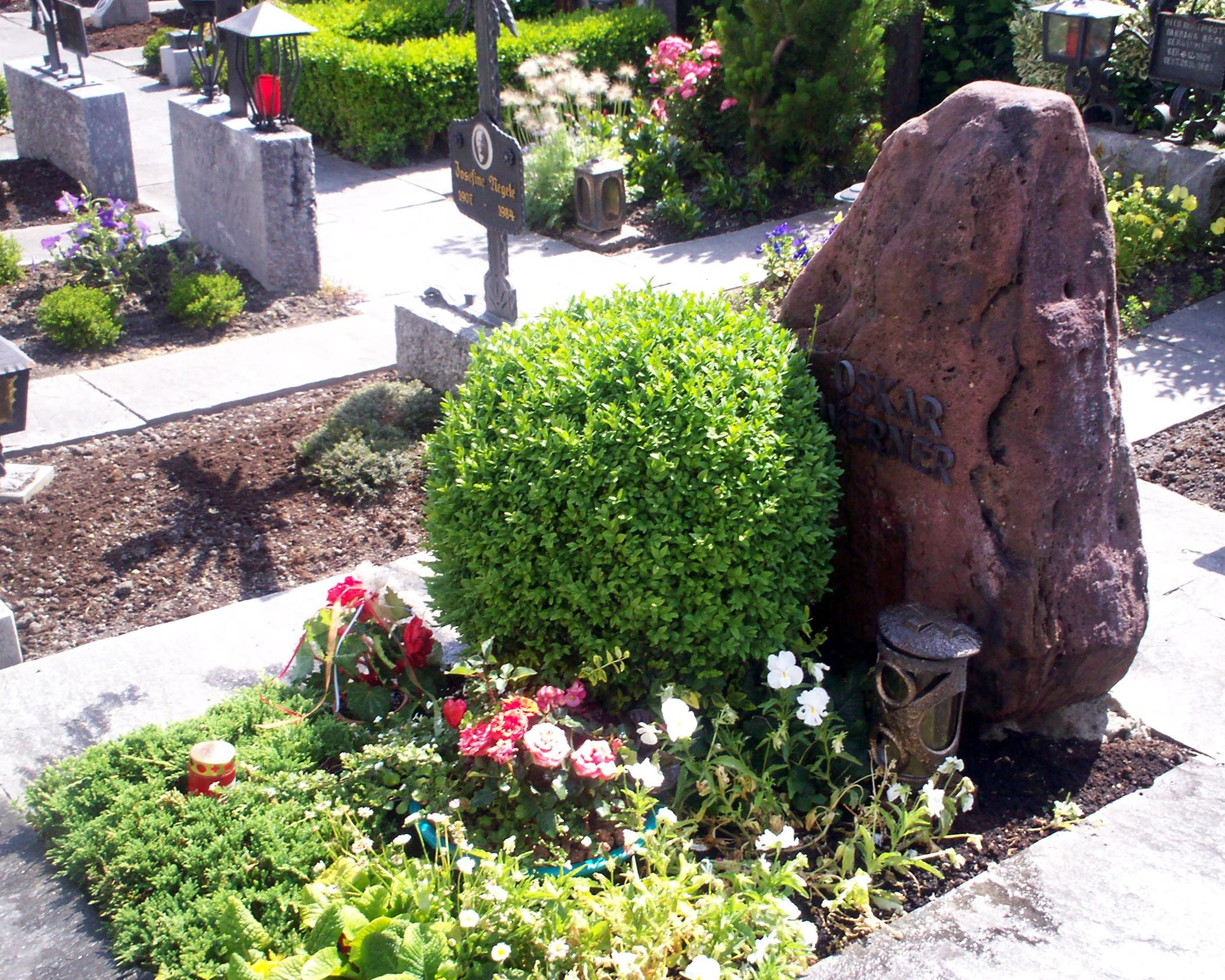
Mormântul lui
Oskar Werner (Viena)

Oskar Werner (născut Oskar Josef Bschliessmayer, n. 13 noiembrie 1922, Viena, Republica Austriacă – d. 23 octombrie 1984, Marburg, Republica Federală Germania) a fost un actor austriac de film.

## Filmografie
| An   | Titlu                                             | Rol                      | Note |
| ---- | ------------------------------------------------- | ------------------------ | --- |
| 1938 | Geld fällt vom Himmel                             |                          | |
| 1939 | Hotel Sacher                                      | Liftboy                  | |
| 1939 | Linen from Ireland                                | Hotelpage                | nemenționat |
| 1948 | The Angel with the Trumpet                        | Hermann Alt              | |
| 1949 | Eroica                                            | Karl van Beethoven       | |
| 1950 | The Angel with the Trumpet                        | Herman Alt               | |
| 1951 | Das gestohlene Jahr                               | Peter Brück              | |
| 1951 | Call Over the Air                                 | Der Student              | |
| 1951 | Wonder Boy                                        | Rudi                     | |
| 1951 | Ein Lächeln im Sturm                              | Francois Mercier         | |
| 1951 | Decizie înainte de zori                           | Cpl. Karl "Happy" Maurer | Primul său film american. A fost nominalizat la Premiul Oscar pentru cel mai bun film și Premiul Oscar pentru cel mai bun montaj. |
| 1955 | The Last Ten Days                                 | Hauptmann Wüst           | |
| 1955 | {Spionage                                         | Lt. Zeno von Baumgarten  | |
| 1955 | Mozart                                            | Wolfgang Amadeus Mozart  | |
| 1955 | Lola Montès                                       | Student                  | |
| 1958 | Ein gewisser Judas                                | Judas                    | film TV |
| 1962 | Jules și Jim                                      | Jules                    | |
| 1964 | Torquato Tasso                                    | Torquato Tasso           | film TV |
| 1965 | The Spy Who Came in from the Cold                 | Fiedler                  | Premiul Globul de Aur pentru cel mai bun actor în rol secundar (film) Nominalizare–Premiul BAFTA pentru cel mai bun actor într‑un rol principal |
| 1965 | Corabia nebunilor                                 | Dr. Schumann             | Premiile criticilor de film din New York pentru cel mai bun actor Nominalizare–Premiul Oscar pentru cel mai bun actor Nominalizare–Premiul BAFTA pentru cel mai bun actor într‑un rol principal Nominalizare–Premiul Globul de Aur pentru cel mai bun actor (dramă) |
| 1966 | Fahrenheit 451                                    | Guy Montag               | |
| 1968 | Interlude                                         | Stefan Zelter            | |
| 1968 | Sandalele pescarului (The Shoes of the Fisherman) | Fr. David Telemond       | |
| 1975 | Columbo                                           | Harold Van Wick          | Episodul: "Playback" |
| 1976 | Voyage of the Damned                              | Profesor Egon Kreisler   | Nominalizare–Premiul Globul de Aur pentru cel mai bun actor în rol secundar (film), (ultimul rol de film) |